# Cookie Cunningham
Harold Brewer Cunningham, detto Cookie (Mount Vernon, 4 febbraio 1905 – Leesburg, 3 novembre 1995), è stato un giocatore di football americano, cestista e allenatore di pallacanestro statunitense, professionista nella NFL e nella NBL.

## Carriera
Giocò per una stagione nella NBL, disputando 11 partite con 7,4 punti di media. Successivamente, divenne un allenatore di Basket, inizialmente a livello universitario, prima di diventare giocatore-allenatore nella National Basketball League presso la Columbus Athletic Supply nel 1937-1938. In seguito, tornò al livello universitario, allenando presso la Washington and Lee University nel 1939-1942 e l'Università del North Dakota nel 1946-1948.